# 小行星2849
小行星2849（2849 Shklovskij）是一颗围绕太阳公转的小行星。1976年4月1日，尼古拉·切爾尼赫在克里米亚发现了此天体。
該小行星以俄羅斯天文學家約瑟夫·什克洛夫斯基命名。
这颗小行星的绝对星等为294.1527037068357等。